# Anisodes erubescens
Anisodes erubescens là một loài bướm đêm trong họ Geometridae.